# Paricu
Paricu: setmanari humorístic va ser una publicació satírica que sortí a Reus del 10 de setembre al 22 de novembre de 1921.

## Història
El nom de Paricu pot tenir diverses interpretacions, segons l'historiador i estudiós de la premsa satírica reusenca Marc Ferran. Pot ser una clara al·lusió a Pere Cavallé, personatge públic força popular, o a sant Pere, patró de Reus. Però el més probable és que fos una imitació del nom del popular setmanari satíric barceloní Papitu, cosa que va ser freqüent en la premsa satírica del moment. Paricu avisa en el seu primer número que ningú no s'escaparà dels seus atacs. Fa un repàs de tots els polítics, presidents d'entitats i prohoms de la cultura de la ciutat. I mostra clarament la seva ideologia nacionalista radical: "Nosaltres, els que fem Paricu sóm nacionalistes. I perque ho som ens dol que els capdavanters i els homes representatius del nacionalisme caiguin en mancament. Per xó a tots els que hi caiguin Paricu els hi donarà el crit, tant si són de la dreta com de l'esquerra com del mig". Les seves mostres de nacionalisme radical seran constants al llarg dels onze números publicats. Critiquen al Centre de Lectura, la Lliga, l'alcalde Loperena de Foment Nacionalista Republicà… ningú no s'escapa dels seus atacs, ja que quan creia o sospitava que algú no havia tingut una actuació pròpia d'un tarannà nacionalista l'atac era fulminant i actuava com una mena de consciència pública del nacionalisme. Paricu va intentar globalitzar tots els sectors catalanistes i va apostar per la conjunció impossible entre el regionalisme conservador i el nacionalisme radical.
La seva radicalització es manifesta sovint en el problema d'Irlanda, un exemple pel catalanisme actiu. Al número 8 (a la il·lustració) van commemorar el primer aniversari de la mort de l'irlandès Mac-Swney, alcalde de Cork, després de realitzar una vaga de fam.
Com a director constava Francesc Vilà i Casals. Salvador Torrell, Eladi Bergadà, sota el pseudònim de "Gutiérrez", que escrivia la secció "El garrofer municipal", i Esteve Massagué, serien els col·laboradors més actius. Les il·lustracions, de bon nivell, anaven signades per Ksa, pseudònim de Ferran Casajuana. Es mostrava independent dels partits polítics locals, tot i que els seus redactors estaven vinculats amb el Foment Nacionalista Republicà, a diferència de Migranya, publicació amb la que compartien alguns col·laboradors i que defensava el partit.
En el darrer número, del 22 de novembre, donen unes raons una mica ambigües per plegar la publicació i expressen la intenció de tornar a aparèixer, però la publicació acaba definitivament.
S'imprimia a la Impremta Catalònia, tenia format foli, capçalera tipogràfica i 4 pàgines. El preu era de 10 cèntims.

## Localització
- Col·lecció a la Biblioteca Central Xavier Amorós de Reus.[4]
- Col·lecció a la Biblioteca del Centre de Lectura de Reus.[5]